# Gornji Selkovac
Gornji Selkovac is een plaats in de gemeente Glina in de Kroatische provincie Sisak-Moslavina. De plaats telt 41 inwoners (2001).